# Oleksandr Nojok
Oleksandr Viktorovyč Nojok (in ucraino Олександр Вікторович Нойок?; Cherson, 15 maggio 1992) è un calciatore ucraino, centrocampista del Qyzyljar.

## Carriera

### Club
Ha giocato nella prima divisione dei campionati ucraino, bielorusso, cipriota, israeliano e kazako.

### Nazionale
Ha rappresentato le nazionali giovanili ucraine.

## Palmarès

### Club

#### Competizioni nazionali
- Campionato cipriota: 1

Apollōn Limassol: 2021-2022